# Palani Chettipatti
Palani Chettipatti é uma panchayat (vila) no distrito de Theni, no estado indiano de Tamil Nadu.

## Demografia
Segundo o censo de 2001,  Palani Chettipatti  tinha uma população de 11,750 habitantes. Os indivíduos do sexo masculino constituem 51% da população e os do sexo feminino 49%. Palani Chettipatti tem uma taxa de literacia de 75%, superior à média nacional de 59.5%: a literacia no sexo masculino é de 80% e no sexo feminino é de 68%. Em Palani Chettipatti, 12% da população está abaixo dos 6 anos de idade.